# Джованні Сімеоне
Джованні Сімеоне (ісп. Giovanni Simeone, нар. 5 липня 1995, Буенос-Айрес) — аргентинський футболіст, нападник італійської «Верони» і національної збірної Аргентини. Гравець клубу «Наполі». Чемпіон Італії 2023 року.

## Клубна кар'єра
Народився 5 липня 1995 року в родині аргентинського футболіста Дієго Сімеоне та Кароліни Бальдіні. Джованні народився в іспанському місті Мадрид позаяк його батько в цей час захищав кольори місцевого «Атлетіко». Через роботу батька Джованні у 1997 році переїхав до Італії, але 2003 року повернувся до Мадриду. Лише 2005 року, коли його батько Дієго став гравцем аргентинського «Расинга», Джованні повернувся на історичну батьківщину.
У 2008 році пішов до футбольної школи клубу «Рівер Плейт», коли його батько очолив головну команду. В листопаді підписав свій перший професійний контракт, а 2013 року був включений до першої команди.
4 серпня 2013 року Джованні дебютував за першу команду «Рівер Плейта» в матчі Прімери проти клубу «Хімнасія і Есгріма», провівши на полі усі 90 хвилин. Свій перший гол за «Рівер Плейт» Сімеоне забив 8 вересня 2013 року в матчі проти «Тігре». У 2014 році виграв з командою національний чемпіонат і Південноамериканський кубок, а 2015 року став володарем Рекопи Південної Америки та Кубка Лібертадорес.
Влітку 2015 року відправився в оренду в «Банфілд». Відіграв за команду з околиці Банфілда наступний сезон своєї ігрової кар'єри. Більшість часу, проведеного у складі «Банфілда», був основним гравцем атакувальної ланки команди та одним з головних бомбардирів команди, маючи середню результативність на рівні 0,35 гола за гру першості.
У серпні 2016 року перебрався до Європи, перейшовши за 3 мільйони євро до італійського «Дженоа». Провівши сезон 2016/17 у найвищому італійському дивізіоні, привернув увагу провідних клубів континенту, зокрема інтерес до нього приписувався мадридському «Атлетіко», команду якого очолював його батько Дієго. Утім найбільш предметним виявився інтерес з боку «Фіорентини», до якої нападник і приєднався 16 серпня 2017 року.
Провівши два сезони у Флоренції, влітку 2019 року перейшов на умовах оренди з обов'язковим подальшим викупом до «Кальярі». Протягом двох років був основним гравцем сардинської команди, взявши участь у 71 матчі Серії A.
26 серпня 2021 року був орендований «Вероною». Протягом сезону 2021/22 був стабільним гравцем основного складу веронців і став їх найкращим бомбардиром, відзначившись 17-ма голами у 35 іграх Серії A. По завершенні сезону «Верона» скористалася правом викупу контракту нападника за 12 мільйонів євро.
18 серпня 2022 року перейшов на умовах оренди з правом викупу до «Наполі». Літом 2023 року «Наполі» викупив контракт гравця у «Верони» за 12 мільйонів євро.

## Виступи за збірні
З 2012 року залучався до складу молодіжної збірної Аргентини. У 2015 році у складі молодіжної збірної Аргентини виграв молодіжний чемпіонат Південної Америки. Сам Джованні став кращим бомбардиром турніру, забивши 9 голів у 9 іграх. Перемога на контитентальному змаганні дозволила Сімеоне разом зі збірною влітку того ж року поїхати на молодіжний чемпіонат світу, втім на ньому аргентинці не виграли жодного матчу і не змогли вийти з групи. Всього на молодіжному рівні зіграв у 26 офіційних матчах, забив 19 голів.
З 2016 року захищає кольори олімпійської збірної Аргентини на Олімпійських іграх 2016 року у Ріо-де-Жанейро.
7 вересня 2018 року дебютував в офіційних матчах за національну збірну Аргентини, відзначивши свій дебют забитим голом. Того ж року провів ще чотири гри за збірну, після чого до її лав не викликався.

## Особисте життя
Джованні є сином відомого футболіста та тренера Дієго Сімеоне. Також у нього є два молодших брати Джуліано і Джанлука.
Крім аргентинського, має й італійське громадянство, тому не вважатиметься легіонером при переході до європейських клубів.
Має прізвисько Чоліто ісп. cholito, оскільки його батько має прізвисько Ель-Чоло ((ісп.), укр. індіанець).
| Дата       | Місто         | Господарі | Результат | Гості     | Турнір           | Голи | Примітки |
| ---------- | ------------- | --------- | --------- | --------- | ---------------- | ---- | -------- |
| 7-9-2018   | Лос-Анджелес  | Аргентина | 3 – 0     | Гватемала | товариський матч | 1    | 90+1'    |
| 12-9-2018  | Іст-Ратерфорд | Колумбія  | 0 – 0     | Аргентина | товариський матч | -    | 85'      |
| 11-10-2018 | Ер-Ріяд       | Аргентина | 4 – 0     | Ірак      | товариський матч | -    | 57'      |
| 16-10-2018 | Джидда        | Бразилія  | 1 – 0     | Аргентина | товариський матч | -    | 88'      |
| 21-11-2018 | Мендоса       | Аргентина | 2 – 0     | Мексика   | товариський матч | -    | 73'      |
| Усього     |               | Матчів    | 5         |           | Голів            | 1    |          |

## Досягнення

### Командні досягнення
Рівер Плейт
- Чемпіон Аргентини (1): 2014 (Фіналь та Суперфіналь)
- Володар Південноамериканського кубка (1): 2014
- Володар Рекопи Південної Америки (1): 2015
- Володар Кубка Лібертадрес (1): 2015

 Наполі
- Чемпіон Італії (2): 2023, 2025

 Збірна Аргентини
- Переможець молодіжного чемпіонату Південної Америки (1): 2015.

### Особисті досягнення
- Найкращий бомбардир молодіжного чемпіонату Південної Америки 2015 (9 голів).